# Халуга, Антон Кузьмич
Антон Кузьмич Халуга (20 июля [2 августа] 1911, Черноречье, Оренбургская губерния — 13 января 2000) — советский инженер, специалист в области торфобрикетного производства и технологии пневматической уборки торфа, лауреат Сталинской премии (1950), кандидат технических наук. Участник Великой Отечественной войны, старший лейтенант

## Биография
Антон Халуга родился 20 июля (2 августа) 1911 года в деревне Черноречье Кочердыкской волости Челябинского уезда Оренбургской губернии, ныне село Кислянка входит в Целинный муниципальный округ Курганской области. Белорус.
В 1937 году окончил Челябинский институт механизации сельского хозяйства.
Член ВКП(б), в 1952 году партия переименована в КПСС.
5 ноября 1939 года призван в Рабоче-крестьянскую Красную Армию, направлен решением ЦК ВКП(б) в счёт 4000 коммунистов на политработу в РККА. Служил в РККА на офицерских должностях (78-й отдельный разведывательный батальон, 37-я танковая бригада). Дважды легко ранен. старший лейтенант. Участник Великой Отечественной войны и Парада Победы 24 июня 1945 года на Красной площади. Агитатор 10-го Забринского Краснознамённого механизированного полка, демобилизован 9 марта 1946 года.
После демобилизации направлен в Эстонскую ССР для поднятия торфяной промышленности. В 1946—1958 годах директор торфобрикетного предприятия «Тоотси», посёлок Тоотси, Эстония.
В 1958—1960 годах — заведующий лабораторией механической переработки торфа Института торфа АН Белорусской ССР.
В 1960—1964 годах — руководитель лаборатории брикетирования Калининского филиала Всесоюзного научно-исследовательского института торфяной промышленности (ВНИИТП).
В 1964—1968 годах — первый заведующий кафедрой охраны труда Калининского политехнического института.
Специалист в области торфобрикетного производства и технологии пневматической уборки торфа.
Кандидат технических наук (тема «Влияние процесса прессования и длины лотков на качество брикетов при брикетировании торфа в промышленном штемпельном прессе: по опытам, проведённым в Тоотси», 1958), старший научный сотрудник (1960), доцент.
Антон Кузьмич Халуга умер 13 января 2000 года <где?>. Похоронен <где?>.

## Награды и звания, премии
- Сталинская премия за выдающиеся изобретения и коренные усовершенствования методов производственной работы III степени, 1950 год, за коренное усовершенствование методов добычи, уборки и брикетирования фрезерного торфа в Эстонской ССР
- Государственная премия Эстонской ССР, 19хх год
- Орден Отечественной войны I степени, 6 ноября 1985 года[5]
- Орден Красной Звезды, 6 ноября 1947 года[6]
- Медаль «За победу над Германией в Великой Отечественной войне 1941—1945 гг.», 20 июня 1945 года[7]

## Научные труды
- Опыт комплексной механизации торфобрикетного производства: Из практики работы торфобрикетного завода в Тоотси Эстонской ССР / Лауреат Сталинской премии инженер А. К. Халуга. Москва: Знание, 1954.
- Производство торфяного брикета в Эстонской ССР. Опыт торфобрикетного предприятия «Тоотси» / А. К. Халуга, Р. Я. Вебер. Таллин: Эстгосиздат, 1957.

## Семья
- Брат Алексей Кузьмич Халуга (11 марта 1914 — ?).
- Жены: Мария Христьяновна и Александра Юльевна (урожд. Каск).
  - Сын Сергей (3 апреля 1937 — 4 декабря 2008, Челябинск)
  - Дочь Людмила (род. 2 января 1942)